# Małyj Naryn
Małyj Naryn (ros. Малый Нарын) – wieś (ułus) w Rosji, w Buriacji, w rejonie dżydińskim. W 2010 liczyła 238 mieszkańców.